# Ordine di Kim Il-sung
L'Ordine di Kim Il-sung (김일성훈장?) è un'onorificenza nordcoreana.
L'ordine, che prende il nome dal primo leader del paese Kim Il-sung, è stato istituito nel 1972 durante una riforma del sistema degli onori della Corea del Nord. La sua storia non è del tutto nota, ma l'ordine era inizialmente rotondo, è stato successivamente modificato in una stella a cinque punte, e l'immagine di Kim Il-sung è stata aggiornata nel 2012.
I destinatari possono essere individui o organizzazioni che hanno contribuito alla causa del comunismo. Viene tradizionalmente assegnato il 15 aprile, il giorno del sole, nonché compleanno di Kim Il-sung. Relativamente a pochi viene assegnato, tuttora son circa 600, per evidenziare l'elevato status simbolico dell'ordine. I destinatari includono anche Kim Jong-il, che lo ricevette quattro volte. Avrebbe dovuto essere il destinatario del primo premio nel 1972, ma secondo fonti nordcoreane inizialmente rifiutò e lo ricevette solo nel 1979.

## Storia

Il distintivo dell'ordine prima che fosse ridisegnato nel 2012.

Il sistema nordcoreano di ordini e medaglie ha visto periodi di espansione e stagnazione negli anni '50 e '60, ma all'inizio degli anni '70 sono state apportate importanti aggiunte. Di questi, il più importante è stato l'aggiunta dell'Ordine di Kim Il-sung all'elenco dei titoli. L'ordine è stato istituito il 20 marzo 1972  in occasione del 60º compleanno di Kim Il-sung.
Nel 2012, tutti gli ordini recanti l'immagine di Kim Il-sung, compreso l'Ordine di Kim Il-sung, sono stati ridisegnati con una nuova immagine sempre di Kim. È possibile che tutte le vecchie versioni siano state richiamate e modificate in quella nuova.
L'Ordine di Kim Il-sung è simile nell'aspetto al sovietico Ordine di Lenin e fino all'istituzione del turkmeno Ordine di Türkmenbaşy è stato l'unico ordine statale intitolato a un capo di Stato vivente.

## Assegnazione
L'ordine viene tradizionalmente assegnato ogni anno il 15 aprile, giorno del compleanno di Kim Il-sung. Viene assegnato per premiare servizi eccezionali alla Repubblica Popolare Democratica di Corea e al comunismo e contributi alla rivoluzione e alla difesa della dignità del paese in patria o all'estero.
Di tutti gli ordini nordcoreani, è quello che viene assegnato con la massima parsimonia, a testimonianza del suo alto status simbolico. Ne sono stati assegnati almeno 600.

## Insegne
- Il nastro è giallo con una stelletta a cinque punte dello stesso colore.